# Ferdinand von der Goltz
Ferdinand Friedrich Magnus August Freiherr von der Goltz (* 20. Dezember 1795 in Königsberg; † 7. Juni 1867 in Wesel) war ein preußischer Generalleutnant und zuletzt Kommandeur der 10. Division.

## Leben

### Herkunft
Ferdinand war ein Sohn des preußischen Majors Ferdinand Friedrich von der Goltz (1773–1813) und dessen Ehefrau Eleonore Charlotte Elisabeth, geborene von Szenska (1772–1856). Sein Vater war Ritter des Ordens Pour le Mérite. Er wurde in der Schlacht an der Katzbach schwer verwundet und starb an den Folgen in Jauer. Seine Schwester Blanka Katharina Franziska Eleonore (1799–1883) war mit seinem Onkel, dem Generalmajor Alexander Wilhelm von der Goltz verheiratet.

### Militärkarriere
Goltz erhielt seine Ausbildung an der Altstädtischen Schule in Königsberg sowie am Kadettenhaus in Berlin. Am 28. Januar 1814 wurde er als Sekondeleutnant dem Leib-Garde-Grenadier-Bataillon der Preußischen Armee überwiesen. Ende September 1813 folgte seine Versetzung in das 1. Garde-Regiment zu Fuß. Während der Befreiungskriege wurde Goltz in der Schlacht bei Großgörschen verwundet. Er kämpfte an der Katzbach (sein Vater wurde hier schwer verwundet). Bei Leipzig wurde Goltz erneut verwundet und mit dem Eisernen Kreuz II. Klasse ausgezeichnet. 1814 wurde er in der Schlacht bei Paris erneut verwundet. Er kämpfte darüber hinaus auch in den Gefechten bei Hochkirch, Görlitz und Schkeuditz, wo er den Orden der Heiligen Anna III. Klasse erwarb. Ferner nahm er am Übergang bei Wartenburg teil.
Nach dem Krieg kam er am 24. Dezember 1817 als Premierleutnant in das 17. Infanterie-Regiment. Dort wurde er am 15. Juli 1828 Hauptmann und Kompaniechef. Am 30. März 1837 wurde er zum Major befördert und als Kommandeur in das II. Bataillon des 13. Landwehr-Regiment versetzt. Am 7. April 1842 kam er in das 17. Infanterie-Regiment, dort wurde er am 27. März 1847 zum Oberstleutnant befördert. Am 6. Juni 1848 wurde er dann als Kommandeur in das 34. Infanterie-Regiment versetzt und in dieser Eigenschaft am 19. November 1849 zum Oberst befördert. Am 15. April 1852 wurde er Kommandeur der 14. Infanterie-Brigade, aber schon am 4. Mai 1852 wurde er als Kommandeur in die 28. Infanterie-Brigade versetzt und am 14. Juni 1852 à la suite des 34. Infanterie-Regiments gestellt. Am 22. März 1853 wurde er zum Generalmajor befördert, bevor er am 7. Juni 1856 als Kommandant in die Festung Stettin versetzt wurde. Am 6. August 1857 wurde er dann Kommandeur der 10. Division und am 15. Oktober 1857 zum Generalleutnant befördert. Unter Verleihung des Roten Adlerordens I. Klasse mit Eichenlaub wurde Goltz am 13. Mai 1861 mit Pension zur Disposition gestellt. Er starb unverheiratet am 7. Juni 1867 in Wesel.